# Armorial des communes du Rhône
- quelques blasons ne sont pas référencés.

Blason des Beaujeu : D'Or au lion de sable armé et lampassé de gueules, au lambel de cinq pendants du même brochant sur le tout.
Blason du département du Rhône : Parti de Lyon et de Beaujeu.
Blason de la ville de Lyon : de gueules au lion d'argent, au chef de France.
Blason du Dauphin de Viennois : D'or au dauphin d'azur barbé, loré, peautré et crêté de gueules.

Cette page donne les armoiries (figures et blasonnements) des communes du Rhône et de la métropole de Lyon.
Les communes ne portant pas d'armoiries, et celles portant des armoiries héraldiquement fautives (dites "à enquerre") sont maintenues dans cet armorial, avec mention de leur statut particulier. Cependant, les communes portant des pseudo-blasons (gribouillages d'amateur ressemblant vaguement à un blason mais ne respectant aucune règle de construction héraldique) sont volontairement exclues de cet armorial. Leur statut particulier est mentionné à la fin de chaque initiale.
- Haut – A
- B
- C
- D
- E
- F
- G
- H
- I
- J
- K
- L
- M
- N
- O
- P
- Q
- R
- S
- T
- U
- V
- W
- X
- Y
- Z

```
1 dessin(s) en attente (voir : S )
```

## A
| Blason de Aigueperse | Blason  | De sinople à deux chevesnes au naturel liées d'or, celle du chef contournée.                                                                             |
| Blason de Aigueperse | Détails | Il s'agit là du blason d'Archimbault le Blanc, bâtard de Beaujeu devenu seigneur de Chevagny. Rien n'indique que la commune l'aie officiellement adopté. |

| Blason de Albigny-sur-Saône | Blason  | Écartelé : au 1er d'or au sautoir d'azur, au 2d d'argent au lion de sable couronné d'or, lampassé de gueules, l'épaule chargée d'une étoile du second, au 3e d'azur aux trois chevrons d'or, au 4e d'or au rameau de sable feuillé de cinq pièces de sinople posé en barre ; sur le tout d'argent à la bande de sable. |
| Blason de Albigny-sur-Saône | Détails | Le statut officiel du blason reste à déterminer. |

| Blason de Alix | Blason  | Fascé d’argent et de gueules, un bourdon d’or à la dragonne de sable brochant et accosté de douze mouchetures d'hermine de sable, deux de chaque côté par fasce d'argent,. |
| Blason de Alix | Détails | Le statut officiel du blason reste à déterminer. |

| Blason de Amplepuis | Blason  | D’or au lion de sable armé et lampassé de gueules, au lambel de cinq pendants du même brochant sur le tout (de Beaujeu), à la bordure engrêlée d'azur. |
| Blason de Amplepuis | Détails | Reprise des armes de la famille de Beaujeu , avec pour brisure la bordure engrêlée d'azur. Le statut officiel du blason reste à déterminer.            |

| Blason de Ampuis | Blason  | D'azur à trois croissants d'argent rangés et posés en bande. |
| Blason de Ampuis | Détails | Le statut officiel du blason reste à déterminer.             |

| Blason de Anse | Blason  | D’azur à la tour senestrée de son mur d'argent, au chef cousu de gueules* chargé d'un griffon passant contourné d'or, affronté à un lion léopardé aussi d'argent.                                                 |
| Blason de Anse | Détails | Le chef reprend le blason des Chanoines-comtes de Lyon. * Ces armes emploient le terme « cousu » dans le seul but de contrevenir à la règle de contrariété des couleurs : elles sont fautives : gueules sur azur. |

| Blason de L'Arbresle | Blason  | De gueules à l'arbre arraché cousu de sinople*, accosté de deux demi-vols affrontés d'argent.                                                       |
| Blason de L'Arbresle | Détails | Armes parlantes (arbre et ailes). * Il y a là non-respect de la règle de contrariété des couleurs : ces armes sont fautives (sinople sur gueules ). |

| Blason de Azolette | Blason  | Tiercé en pairle renversé: au 1) de gueules à un coq d'argent surmontant une épée couchée d'or, au 2) d'or au lion de sable armé et lampassé de gueules et au lambel de cinq pendants du même brochant, au 3) d'argent à la divise ondée d'azur accompagné en chef d'un sapin coupé de sinople fûté de tenné; à trois bouquets de trois roseaux à massettes au naturel rangés en fasce brochant en pointe sur la ligne basse de la divise. |
| Blason de Azolette | Détails | Création JF Binon. Utilisé sur PanneauPocket 2024 |

| Pas d'information connue pour les communes suivantes : Affoux, Ambérieux, Ancy, Les Ardillats, Arnas, Aveize et Avenas. |

## B
| Blason de Bagnols | Blason  | D’azur à trois flanchis d’argent ; au chef d’or chargé d’une étoile de gueules accostée de deux flanchis du champ. |
| Blason de Bagnols | Détails | - Le blason reprend celui de la famille de Balzac qui reconstruisit au XVe siècle le château se trouvant actuellement sur la commune, famille qui portait « d'azur à trois flanchis d'argent, au chef d'or chargé de trois flanchis du champ ». - Ces armes étant toutefois déjà celles de Châtillon, elles durent être brisées par le remplacement du flanchis du chef par une étoile de gueules. Armoiries homologuées par le conseil départemental d'héraldique du Rhône le 7 juillet 1989. |

| Blason de Beaujeu | Blason  | D’or au lion de sable armé et lampassé de gueules, brisé d'un lambel de cinq pendants du même. Devise"À tout venant Beaujeu"     |
| Blason de Beaujeu | Détails | Reprise sans brisure des armes des Comtes de Beaujeu, seigneurs de cette ville. Le statut officiel du blason reste à déterminer. |

| Blason de Belleville | Blason  | D'azur à la salamandre d'argent dans sa patience de gueules. Devise« durabo » (je durerai). |
| Blason de Belleville | Détails | Le statut officiel du blason reste à déterminer.                                            |

| Blason de Belmont-d'Azergues | Blason  | D'azur à trois jumelles d'or en bande, au comble d'argent chargé de trois merlettes de sable. |
| Blason de Belmont-d'Azergues | Détails | Le statut officiel du blason reste à déterminer.                                              |

| Blason de Bessenay | Blason  | De sinople au chevron d'or accompagné en pointe d'une chapelle du même, au chef du même chargé de trois tourteaux de gueules. |
| Blason de Bessenay | Détails | - Le champ sinople rappelle l'agriculture de la commune. - Le chevron d'or, symbole de la protection, évoque le château du Mas, siège local de la basse et moyenne justice au Moyen Âge. - La chapelle fait référence à la chapelle de Ripan. - Les tourteaux de gueules suggèrent la culture de la cerise; importante sur le lieu. Armoiries homologuées par le conseil départemental d'héraldique du Rhône le 26 juin 1991. |

| Blason de Bibost | Blason  | Tranché de gueules à la chapelle d'or, et d'argent à l'arbre arraché de sinople, fruité du premier. |
| Blason de Bibost | Détails | - La chapelle fait référence à celle de Saint-Roch, construite sur la commune au XVIIe siècle. - L'arbre fruité de gueules symbolise l'agriculture, et en particulier la culture de la cerise, importante sur le territoire de la commune. Le blason a été homologué par le conseil départemental d'héraldique du Rhône le 6 juin 1990. |

| Blason de Bois-d'Oingt | Blason  | De gueules au chêne arraché d'or, à la fasce d'azur chargée de trois étoiles d'argent, brochant sur le tout. |
| Blason de Bois-d'Oingt | Détails | Le statut officiel du blason reste à déterminer.                                                             |

| Blason de Bourg-de-Thizy | Blason  | De gueules à la bande d'or accompagnée de deux besants du même. |
| Blason de Bourg-de-Thizy | Détails | Blason historique : la commune a fusionné le 1er janvier 2013 avec les communes de Thizy, Mardore, La-Chapelle-de-Mardore et Marmand pour former la commune nouvelle de Thizy-les-Bourgs |

| Blason de Le Breuil | Blason  | De gueules à un arbre d'or sur une rivière d'argent ombrée de sable mouvant de la pointe, surmonté d'une muraille crénelée du troisième maçonnée du quatrième, ouverte du champ et mouvant des flancs. |
| Blason de Le Breuil | Détails | Le statut officiel du blason reste à déterminer. |

| Blason de Brignais | Blason  | De gueules à un dextrochère armé mouvant de l'angle senestre du chef, empoignant une épée versée soutenue d'une croix de guerre, adextrée en pointe d'un croissant contourné et senestrée en pointe d'une rose, le tout d'or. Ornements extérieursCroix de guerre 1939-1945 |
| Blason de Brignais | Détails | Le statut officiel du blason reste à déterminer. |

| Blason de Brindas | Blason  | Parti d'or et d'azur, une cotice de gueules brochant sur le tout. |
| Blason de Brindas | Détails | Le statut officiel du blason reste à déterminer.                  |

| Blason de Bron | Blason  | D'or à la fasce de gueules accompagnée, en chef, d'un lion issant de sable et, en pointe, d'un dauphin d'azur.                                              |
| Blason de Bron | Détails | - Le dauphin, bien qu'uniformément d'azur sur ce blason, rappelle l'attachement de la commune au Dauphiné. Le statut officiel du blason reste à déterminer. |

| Blason de Brullioles | Blason  | D’orangé au chevron cousu de sinople accompagné de deux coquilles d’argent en chef et d’une croisette pattée cousue de gueules en pointe. |
| Blason de Brullioles | Détails | * Il y a là non-respect de la règle de contrariété des couleurs : ces armes sont fautives (sinople et gueules sur orangé). - L'argent symbolise les mines de plomb argentifère. - Le sinople symbolise la ruralité de la commune. - L'orangé symbolise les feux solaires ou solstice d'été sur le Mont Pothu. - Les coquilles symbolisent Jacques Cœur. - La croix pattée rappelle le blason de la famille Frere (Charfetain). - Le chevron indique la présence d'une maison forte, il s'agit ici de Charfetain, une ferme fortifiée. Le statut officiel du blason reste à déterminer. |

| Blason de Brussieu | Blason  | D'argent à la fasce d'azur chargée de trois crocs d'or, accompagnée en chef de deux cœurs de gueules et en pointe d'une coquille du troisième               |
| Blason de Brussieu | Détails | * Il y a là non-respect de la règle de contrariété des couleurs : ces armes sont fautives (or sur argent). Le statut officiel du blason reste à déterminer. |

| Blason de Bully | Blason  | Losangé d'or et d'azur, une cotice de gueules brochant. |
| Blason de Bully | Détails | Le statut officiel du blason reste à déterminer.        |

| Pas d'information connue pour Blacé. |

## C
| Blason de Cailloux-sur-Fontaines | Blason  | Écartelé : au 1er d'or à un mont isolé de trois cailloux de sable, au 2d de sinople à une gerbe d'or, au 3e de sinople à une roue de moulin d'argent en demi-profil, au 4e d'or à trois fasces ondées d'azur ; sur le tout de gueules à la croix d'argent. |
| Blason de Cailloux-sur-Fontaines | Détails | Armes parlantes. (cailloux + fasces ondées d'azur rappelant la fontaine) - Le mont évoque une partie du nom de la commune, « Cailloux ». - La gerbe de blé symbolise l'importance de l'agriculture dans la commune. - La roue représente la vallée des Prolières, réputée pour ses moulins, dans laquelle se situe Cailloux-sur-Fontaines. - Les trois fasces ondées d'azur symbolisent les nombreuses sources et cours d'eau qui traverse la commune. - Les armes de Savoie, « de gueules à la croix d'argent », sont là pour rappeler l'ancienne appartenance de la commune à la Savoie. Le blason a été homologué par le conseil départemental d'héraldique du Rhône le 5 février 1986. |

| Blason de Caluire-et-Cuire | Blason  | Taillé: au 1er d'azur à quatre cornes d'abondance d'or, posées en bande, une en chef à dextre, les trois autres rangées en barre, au 2e de gueules au lion contourné d'or. Devise«otiosum delectat calvirus laborantem ditat» (Caluire réjouit l'oisif et enrichit le travailleur). |
| Blason de Caluire-et-Cuire | Détails | Les quatre cornes d’abondance indiquent la présence de nombreux maraîchers dans la commune, qui approvisionnaient la ville de Lyon, symbolisée par le lion. Le statut officiel du blason reste à déterminer.                                                                        |

| Blason de Chambost-Longessaigne | Blason  | De sinople à la jumelle ondée d'argent surmontée d'une cruche d'or accostée de deux fusées du même, et soutenue d'une tour du même maçonnée de sable, ouverte et ajourée du champ. |
| Blason de Chambost-Longessaigne | Détails | - Le champ sinople évoque l'agriculture de la commune. - La jumelle ondée rappelle les deux ruisseaux qui traversent la commune. Sa couleur argent suggèrent la production laitière des agriculteurs. - La cruche évoque également cette production laitière. - Les fusées rappellent l'industrie textile, autrefois importante dans la commune. - La tour fait référence à l'ancien château qui se trouve sur la commune. Le statut officiel du blason reste à déterminer. |

| Blason de Champagne-au-Mont-d'Or | Blason  | D'argent à la bande d'azur chargée, en chef, d'un navire du champ à plomb et, en pointe, d'un lion du même à plomb, accompagnée de deux clefs renversées adossées, celle du chef de gueules et celle de la pointe de sinople, à la tour de deux portes d'or maçonnée de sable brochant sur la bande, à la champagne de gueules chargée d'un mont d'or de trois sommets mouvant de la pointe. |
| Blason de Champagne-au-Mont-d'Or | Détails | Armes parlantes. (la champagne est chargée d'un mont d'or) Le statut officiel du blason reste à déterminer. |

| Blason de Chapelle-de-Mardore (La) | Blason  | Écartelé d'azur à la chapelle d'argent, et du premier à trois fasces du second. |
| Blason de Chapelle-de-Mardore (La) | Détails | Armes parlantes. (chapelle) Avant 1100, La Chapelle de Mardore et Mardore ne forment qu'une seule commune. En 1100, la première chapelle est édifiée, mais c'est en 1803 que la commune de La Chapelle de Mardore prend son essor et son idépendance vis-à-vis de Mardore. Seul vestige de ce passé, le blason de cette nouvelle commune représente les deux clochers et reprend les couleurs de celui de Mardore, l'azur et l'argent. Conflit héraldique : la chapelle est présentée ajourée de sable. Blason historique : les deux communes ont à nouveau fusionné entre-elles le 1er janvier 2013, pour former al commune nouvelle de Thizy-les-Bourgs. |

| Blason de Chaponnay | Blason  | D'azur à trois coqs d'or barbés et crêtés de gueules, au chef cousu du même* chargé d'un lion léopardé du second. Devise« galla canentes spes redit » (Au chant du coq, l'espoir renaît) |
| Blason de Chaponnay | Détails | * Ces armes emploient le terme « cousu » dans le seul but de contrevenir à la règle de contrariété des couleurs : elles sont fautives : gueules sur azur.                                |

| Blason de Chaponost | Blason  | De gueules à l'aqueduc de quatre arches d'argent, maçonné de sable, sommé d'un chapon d'or crêté, barbé et membré de sable, posé sur une terrasse de sinople chargée de quatre feuilles de vigne d'argent. |
| Blason de Chaponost | Détails | Armes parlantes. Le statut officiel du blason reste à déterminer. |

| Blason de Charbonnières-les-Bains | Blason  | D’azur à un arbre de sinople* sur une terrasse herbée du même, senestré d’un rocher au naturel mouvant du flanc, à la source d’argent jaillissant du rocher et coulant en barre sur la terrasse ; au chef parti d’or et de gueules. |
| Blason de Charbonnières-les-Bains | Détails | * Il y a là non-respect de la règle de contrariété des couleurs : ces armes sont fautives (sinople sur azur). |

| Blason de Charentay | Blason  | De gueules à trois bandes d'argent, au chef d'or chargé d'un lambel à cinq pendants d'azur. |
| Blason de Charentay | Détails | Armoiries homologuées par le conseil départemental d'héraldique du Rhône le 8 octobre 1993. |

| Blason de Charly | Blason  | D'azur à la fasce de gueules sommée d'or et chargée d'un château terrassé d'argent, maçonné, ouvert et ajouré de sable, ladite fasce accompagnée en chef d'un drapeau d'or, la hampe posée en barre, surmonté de trois fleurs de lis du même rangées en chef. |
| Blason de Charly | Détails | Le statut officiel du blason reste à déterminer. |

| Blason de Charnay | Blason  | D'azur à trois cotices en bande d'argent, à saint Christophe d'or naissant des genoux brochant. |
| Blason de Charnay | Détails | Le statut officiel du blason reste à déterminer.                                                |

| Blason de Chassagny | Blason  | D’azur à un château d'une grosse tour senestre d’or ouvert, ajouré et maçonné de sable, au chef du second chargé de trois feuilles de chêne de sinople. |
| Blason de Chassagny | Détails | Armes parlantes (Le nom de la ville provient du gaulois Cassanus, mot désignant le chêne). Le statut officiel du blason reste à déterminer.             |

| Blason de Chasselay | Blason  | D'azur à une tour d'argent senestrée d'un avant-mur du même, ouvert de sable, au chef cousu de gueules* chargé de deux clefs d'or passées en sautoir. |
| Blason de Chasselay | Détails | * Ces armes emploient le terme « cousu » dans le seul but de contrevenir à la règle de contrariété des couleurs : elles sont fautives : gueules sur azur. Conflit héraldique : dans le blasonnement, c'est l'avant-mur qui est dit ouvert de sable ; sur le dessin, c'est la tour qui est représentée ainsi. Le statut officiel du blason reste à déterminer. |

| Blason de Chassieu | Blason  | De gueules à une clef renversée d'argent, le panneton à senestre, adextrée d'une lettre S et senestrée d'une lettre P, toutes deux capitales et du second, au chef de France. |
| Blason de Chassieu | Détails | Le statut officiel du blason reste à déterminer. |

| Blason de Châtillon | Blason  | D'azur à trois flanchis d'argent, au chef d'or chargé de trois flanchis du champ.                                                                                        |
| Blason de Châtillon | Détails | Reprise sans brisures des armes de la famille de Balzac, seigneurs de Châtillon-d'Azergues aux alentours du XVe siècle. Le statut officiel du blason reste à déterminer. |

| Blason de Chaussan | Blason  | D'argent à deux vires d'azur, au chef de sinople chargé d'un trèfle d'or accosté de deux pommes de pin renversées du même. |
| Blason de Chaussan | Détails | - Le chef de sinople évoque le caractère rural de la commune. - Les pommes de pin, appelées « badet » dans le parler stéphanois, font référence au surnom de « Babauds » donné aux habitants de la commune. - Le trèfle est un élément du blason de la famille de Bellièvre , composée de hauts dignitaires, originaire de la commune. - Les deux vires rappellent l'eau, ainsi que le puits gaulois se trouvant dans la nef centrale de l'église de la commune. Le statut officiel du blason reste à déterminer. |

| Blason de Chazay-d'Azergues | Blason  | De gueules à une cotice d'or accompagnée d'un ours en pied d'argent en chef, et de deux clefs du même passées en sautoir en pointe. |
| Blason de Chazay-d'Azergues | Détails | Le statut officiel du blason reste à déterminer.                                                                                    |

| Blason de Chénelette | Blason  | De sinople à une coquille d'or, mantelé du même au lion de sable lampassé de gueules issant de la partition. |
| Blason de Chénelette | Détails | Le statut officiel du blason reste à déterminer.                                                             |

| Blason de Les Chères | Blason  | D'or à un arbre de sinople fruité de gueules, adextré d'une crosse et senestré d'une échelle, le tout du même, au chef d'azur chargé de trois trèfles du champ. |
| Blason de Les Chères | Détails | Le statut officiel du blason reste à déterminer. |

| Blason de Chessy-les-Mines | Blason  | D'or à trois bannières d'azur rangées en fasce, au chef de gueules chargé d'un lion léopardé d'argent. |
| Blason de Chessy-les-Mines | Détails | Le chef reprend les armes de Lyon. Le statut officiel du blason reste à déterminer.                    |

| Blason de Chevinay | Blason  | D'azur à la bande vivrée d'argent chargée de trois tourteaux de gueules, accompagnée de deux tours d'or ouvertes et ajourées de sable. |
| Blason de Chevinay | Détails | Le statut officiel du blason reste à déterminer.                                                                                       |

| Blason de Chiroubles | Blason  | De gueules à une grappe de raisin tigée d'argent ; au chef cousu d’azur* chargé de trois soleils non figurés à six rais d'or.                                                                                      |
| Blason de Chiroubles | Détails | Conflit héraldique : le chef ne montre que deux soleils. * Ces armes emploient le terme « cousu » dans le seul but de contrevenir à la règle de contrariété des couleurs : elles sont fautives : azur sur gueules. |

| Blason de Civrieux-d'Azergues | Blason  | D'or au griffon de gueules tenant de sa serre dextre un cœur du même, soutenu de deux trangles ondées et accolées d'azur sommées d'une ligne d'arbres de sinople décroissante vers senestre. |
| Blason de Civrieux-d'Azergues | Détails | Le statut officiel du blason reste à déterminer. |

| Blason de Claveisolles | Blason  | D'or à une tour de sable ouverte et ajourée du champ, accostée de deux sapins de sinople futés du second; au chef d'azur chargé de trois épis de blé du champ. |
| Blason de Claveisolles | Détails | Le statut officiel du blason reste à déterminer. |

| Blason de Cogny | Blason  | D'azur au chevron haussé d'argent; au chef coupé d'or et de gueules. |
| Blason de Cogny | Détails | Le statut officiel du blason reste à déterminer.                     |

| Blason de Collonges-au-Mont-d'Or | Blason  | D’azur à une chaîne de montagnes de trois sommets d’or chargée d’une maison d’argent essorée de gueules brochant en partie sur l'azur; au chef cousu de gueules chargé d'un lion issant d'argent. |
| Blason de Collonges-au-Mont-d'Or | Détails | Armes parlantes. (mont d'or) Le chef reprend les armes de Lyon, ce qui permet de légitimer un cousu dans ce cas précis. Le statut officiel du blason reste à déterminer.                          |

| Blason de Colombier-Saugnieu | Blason  | Parti de gueules à une tour d'or senestrée d'un avant-mur de même, le tout maçonné de sable ; et d'azur à une colombe essorante d'argent tenant en son bec un rameau d'olivier du même ; au chef du Dauphiné. |
| Blason de Colombier-Saugnieu | Détails | Armes parlantes. (colombe) Le dauphin rappelle l'attachement de la commune au Dauphiné. Le blason a été homologué par le conseil départemental d'héraldique du Rhône[Quand ?].                                |

| Blason de Communay | Blason  | D'or à une lampe de mineur d'azur senestrée d'un dauphin du même allumé d'argent, chapé du second à deux croisettes du champ ; au chef retrait bastillé du même. |
| Blason de Communay | Détails | - La lampe de mineur renvoie à la mine de charbon, autrefois importante pour la commune. - Le dauphin rappelle l'attachement de la commune au Dauphiné. - Les deux croisettes font référence aux deux églises qui existaient autrefois dans la commune, celle de Saint-Pierre et celle de Saint-Lazare. - Le chapé évoque le crassier de la mine. - Le chef retrait bastillé rappelle la présence autrefois d'un château sur la commune. Le statut officiel du blason reste à déterminer. |

| Blason de Condrieu | Blason  | De sable au chevron d'argent chargé d'une billette du champ. |
| Blason de Condrieu | Détails | Le statut officiel du blason reste à déterminer.             |

| Blason de Corbas | Blason  | De gueules à trois cellules d'abeille hexagonales de sable accolées, bordées d'argent, remplies d'or, au chef cousu d'azur* chargé d'un dauphin versé d'argent, la tête regardant vers dextre, soutenu d'un vol fait d'un filet en chevron renversé courbé du même.                                                                                |
| Blason de Corbas | Détails | Le dauphin rappelle l'attachement de la commune au Dauphiné. Néanmoins, les armes du Dauphiné sont un dauphin d'azur sur un champ d'or. * Ces armes emploient le terme « cousu » dans le seul but de contrevenir à la règle de contrariété des couleurs : elles sont fautives : azur sur gueules. Le statut officiel du blason reste à déterminer. |

| Blason de Corcelles-en-Beaujolais | Blason  | Coupé d'or au lion issant de sable, et de gueules à trois coquilles du premier rangées en fasce. |
| Blason de Corcelles-en-Beaujolais | Détails | - Le lion issant en chef fait référence à Humbert de Francheleins, seigneur de Corcelles, qui portait « d'argent au lion de sable, à la cotice de gueules brochant sur le tout ». Les couleurs choisies sont celles du lion du Beaujolais - Les coquilles d'or du second quartier rappellent le blason de la famille de La Magdeleine, seigneurs de Corcelles, qui reconstruisit au XVIe siècle le château qui se trouve actuellement sur la commune, et qui portait « d'hermines à trois bandes de gueules chargées de neuf coquilles d'or ». Le blason a été homologué par le conseil départemental d'héraldique du Rhône le 6 juin 1990. |

| Blason de Cours-la-Ville | Blason  | D'or à la cotice d'azur accompagnée en chef d'un mouton et en pointe d'une fleur de coton à la tige arrondie et feuillée de trois pièces, le tout d'argent* ; au chef d'azur chargé de deux fleurs de lys d'or. |
| Blason de Cours-la-Ville | Détails | * Il y a là non-respect de la règle de contrariété des couleurs : ces armes sont fautives (argent sur or). |

| Blason de Courzieu | Blason  | Parti de gueules à deux fasces d'argent, et d'azur à un faucon perché et longé d'or. |
| Blason de Courzieu | Détails | Le statut officiel du blason reste à déterminer.                                     |

| Blason de Couzon-au-Mont-d'Or | Blason  | Écartelé de gueules et d'azur au 1er à une grappe de raisin tigée et feuillée d'argent, au 2d à un mont d'or, au 3e à une serpe d'élaguement, une serpe à long manche et une fourche d'or futés de tenné, posés en fasce et rangés en pal et au 4e, à une équerre senestrée d'un burin et surmontée d'un marteau, le tout d'argent . Ornements extérieursUne ancre de navire                 |
| Blason de Couzon-au-Mont-d'Or | Détails | Les emblèmes figurant sur l'écu sont symboliques de l'activité couzonnaise, à savoir la vigne au 1er et les instruments viticoles au 3e, les carrières du Mont d'Or au 2d et les outils du travail de la pierre au 4e. L'ancre soutenant l'écu municpial symbolise "le port" (quartier toujours existant du village) et l'accès à la Saône. Le statut officiel du blason reste à déterminer. |

| Blason de Craponne | Blason  | De gueules à la bande d'argent chargée de trois batillons du champ, accompagnée en chef d'un lion et en pointe de trois besants posés en orle, le tout du second. |
| Blason de Craponne | Détails | Le lion d'argent sur champ de gueules est l'emblème héraldique de Lyon. Le statut officiel du blason reste à déterminer.                                          |

| Blason de Cublize | Blason  | D'azur à la bande d'or chargée de trois losanges de gueules, accompagnée en chef de trois flèches d'argent posées en pal et sautoir, et en pointe d'un sapin arraché du même. |
| Blason de Cublize | Détails | Le statut officiel du blason reste à déterminer. |

| Blason de Curis-au-Mont-d'Or | Blason  | D'azur à un mont de sept coupeaux cousus de sinople 2. 3 et 2, sommé d'un château donjonné de trois tours d'or, ouvert et maçonné de sable, les trois tours couvertes d'argent et girouettées du quatrième, le tout surmonté d'un cornet du troisième à dextre et d'une croisette du même à senestre.                           |
| Blason de Curis-au-Mont-d'Or | Détails | * Ces armes emploient le terme « cousu » dans le seul but de contrevenir à la règle de contrariété des couleurs : elles sont fautives : sinople sur azur. Conflit héraldique : le dessin présente le château également ajouré de sable, ce que ne précise pas le blasonnement. Le statut officiel du blason reste à déterminer. |

| Pas d'information connue pour les communes suivantes : Cenves, Cercié, Chambost-Allières, Chamelet, La Chapelle-sur-Coise, Chénas et Coise. |

## D
| Blason de Dardilly | Blason  | D'azur au château d'un seul donjon d'or, ouvert, ajouré et maçonné de sable, surmonté d'un lion issant du second à dextre et d'une croisette tréflée du même à senestre. |
| Blason de Dardilly | Détails | Le statut officiel du blason reste à déterminer. |

| Blason de Décines-Charpieu | Blason  | Taillé-courbé abaissé de gueules au lion d'argent, et d'or à deux voiles triangulaires soudées d'argent*, une petite à dextre et une grande à senestre, gonflées vers senestre, au dauphin d'azur crêté, barbé, loré, peautré et oreillé de gueules brochant à demi à senestre ; à la cotice en barre crénelée courbée d'azur brochant sur la partition. |
| Blason de Décines-Charpieu | Détails | - Le premier du taillé reprend le lion du Lyonnais. - Le dauphin rappelle l'attachement de la commune au Dauphiné. * Ces armes emploient le terme « cousu » dans le seul but de contrevenir à la règle de contrariété des couleurs : elles sont fautives : argent sur or.                                                                                |

| Blason de Dième | Blason  | De gueules à l'agneau pascal d'argent, la tête contournée ; chapé ployé d'or à deux sapins de sinople. |
| Blason de Dième | Détails | Le statut officiel du blason reste à déterminer.                                                       |

| Blason de Dommartin | Blason  | D'azur aux trois bourdons de pèlerin d'argent, au chef cousu de gueules* chargé d'une clef d'or et d'une clef d'argent passées en sautoir.                |
| Blason de Dommartin | Détails | * Ces armes emploient le terme « cousu » dans le seul but de contrevenir à la règle de contrariété des couleurs : elles sont fautives : gueules sur azur. |

| Blason de Dracé | Blason  | Écartelé : au 1er d'azur au lion d'argent, au 2d d'or à la canette de sable, au 3e de gueules à la jumelle d'argent, au 4e d'azur à la bande d'argent. |
| Blason de Dracé | Détails | - L'écartelé fait référence à la famille du Saix, seigneurs de Dracé en 1276, qui portait « écartelé d'or et de gueules ». - Le 1er quartier rappelle les armoiries de la famille de Germanet, seigneurs de Dracé en 1430, qui se blasonnaient « d'azur à la croix d'argent, cantonné au 1er d'un lion du même ». - Le 2d quartier évoque la famille de Naturel, seigneurs de Dracé en 1545, qui portait « d'or à la fasce d'azur, accompagnée de trois cannettes de sable ». - Le 3e quartier suggère les armoiries de la famille de Baleure, seigneurs de Dracé en 1615, qui se blasonnaient « de gueules à trois jumelles d'argent ». - Le 4e quartier enfin fait référence à la famille de Briandas, seigneurs de Dracé en 1720, qui portait « de gueules à la bande d'azur chargée de trois croissants d'argent ». Le statut officiel du blason reste à déterminer. |

| Pas d'information connue pour les communes suivantes : Dareizé, Denicé et Duerne. |

## E
| Blason de Échalas | Blason  | D'azur au chevron d'or chargé de trois coquilles de gueules et accompagné de trois arbres d'or. |
| Blason de Échalas | Détails | Le statut officiel du blason reste à déterminer.                                                |

| Blason de Écully | Blason  | Parti d'argent à un chêne de sinople posé sur un mont du même, et de gueules au griffon d'or. |
| Blason de Écully | Détails | Armes parlantes (Le nom de la ville, Écully, provient du latin Aesculus, mot désignant le chêne). Le griffon d'or sur champ de gueules rappelle le blason du chapitre de Saint-Jean. Le statut officiel du blason reste à déterminer. |

| Blason de Éveux | Blason  | De gueules à la tour d’argent maçonnée de sable, accompagnée en chef de deux mouchetures d’hermine du second. |
| Blason de Éveux | Détails | - La tour évoque celle d’Henri IV au château de la Tourette, couvent des Dominicains. - Les mouchetures d’hermine rappellent les armes de la famille de CHABANNES (« de gueules au lion d’hermine »), ancienne propriétaire du château de la Tourette. Le blason a été homologué par le conseil départemental d'héraldique du Rhône le 26 juin 1989. |

| Pas d'information connue pour la commune d'Émeringes. |

## F
| Blason de Feyzin | Blason  | De gueules à la bande ondée d'azur* chargée d'un soleil non figuré d'or issant de la pointe, accompagnée en chef d'un fagot du même et en pointe d'un coq contourné aussi d'or, crêté et barbé du champ ; au chef du Dauphiné. DeviseQuand le coq chante, l'espoir revient. |
| Blason de Feyzin | Détails | - La bande ondée d'azur évoque le Rhône, qui traverse la commune. Le soleil brochant dessus en pointe symbolise le Midi de la France, vers lequel coule le fleuve. - Le fagot fait référence aux lônes de la commune. - Le coq évoque le blason d'Anne Françoise de Chaponnay-Feyzin, seigneur de Feyzin, qui portait « d'azur à trois coqs d'or, crêtés, barbés et membrés de gueules ». - Le dauphin rappelle l'attachement de la commune au Dauphiné. * Il y a là non-respect de la règle de contrariété des couleurs : ces armes sont fautives (azur sur gueules). |

| Blason de Fleurieu-sur-Saône | Blason  | D'or à un tourteau d'azur soutenu d'une champagne ondée du même ombrée de vaguelettes du champ, au chef de sinople chargé de trois épis de blé du champ. DeviseSemper Florebo (toujours florissante) |
| Blason de Fleurieu-sur-Saône | Détails | Le statut officiel du blason reste à déterminer. |

| Blason de Fleurieux-sur-l'Arbresle | Blason  | De gueules au chevron d'or accompagné de deux chouettes d'argent en chef et d'un cep de vigne du second en pointe. |
| Blason de Fleurieux-sur-l'Arbresle | Détails | - Les deux chouettes font référence à l'anecdote selon laquelle, au XVe siècle, l'archevêque de Lyon, Amédée de Talaru, exigeait du curé de Fleurieux-sur-l'Arbresle, trop pauvre pour pouvoir payer sa redevance, qu'il lui apporte chaque année deux chouettes pour rembourser sa dette. - Le cep évoque la culture de la vigne, autrefois très importante dans la commune. Le blason a été homologué par le conseil départemental d'héraldique du Rhône le 30 novembre 1989. |

| Blason de Fontaines-Saint-Martin | Blason  | D'azur au soleil d'or, au chef cousu de gueules* chargé de deux croisettes pattées d'argent.                                                              |
| Blason de Fontaines-Saint-Martin | Détails | * Ces armes emploient le terme « cousu » dans le seul but de contrevenir à la règle de contrariété des couleurs : elles sont fautives : gueules sur azur. |

| Blason de Fontaines-sur-Saône | Blason  | De gueules à la fontaine d'or; au chef cousu d'azur chargé de trois abeilles d'or. |
| Blason de Fontaines-sur-Saône | Détails | Armes parlantes. (fontaine) * Ces armes emploient le terme « cousu » dans le seul but de contrevenir à la règle de contrariété des couleurs : elles sont fautives : azur sur gueules. Le statut officiel du blason reste à déterminer. |

| Blason de Francheville | Blason  | De gueules à une tour et son avant-mur dextre ruiné, le tout d'or maçonné de sable, ouvert et ajouré du champ, posé sur un rocher d'argent mouvant de la pointe ; au chef cousu d'azur* chargé de trois amphores d'or.                                                           |
| Blason de Francheville | Détails | * Ces armes emploient le terme « cousu » dans le seul but de contrevenir à la règle de contrariété des couleurs : elles sont fautives : azur sur gueules. Conflit héraldique : le dessin ne présente que deux amphores en chef. Le statut officiel du blason reste à déterminer. |

| Fleurie et Frontenas portent des pseudo-blasons. |

## G
| Blason de Genas | Blason  | Écartelé d'or à deux branches de genêt de sinople passées en sautoir, et de gueules à l'aigle d'argent. |
| Blason de Genas | Détails | Armes parlantes. (branche de genêt) Le statut officiel du blason reste à déterminer.                    |

| Blason de Genay | Blason  | De gueules à deux chevronnels jumelés d'or, accompagnés de trois annelets du même. |
| Blason de Genay | Détails | Le statut officiel du blason reste à déterminer.                                   |

| Blason de Givors | Blason  | De gueules à trois abeilles d'or,.               |
| Blason de Givors | Détails | Le statut officiel du blason reste à déterminer. |

| Blason de Grandris | Blason  | D'azur à trois trèfles d'or,.                    |
| Blason de Grandris | Détails | Le statut officiel du blason reste à déterminer. |

| Blason de Grézieu-la-Varenne | Blason  | Écartelé d'argent à la bande de sable et d'azur à une roue de six rais d'or ; sur le tout d'argent au lion de gueules, à la bordure d'azur besantée d'or. |
| Blason de Grézieu-la-Varenne | Détails | Différences entre dessin et blasonnement : dessin 16 besant et non besantée. L'armorial de france donne 16 étoiles au lieu des besants. Ces armes évoquent le Chapitre de St-Just, seigneur de Grézieu jusqu’à la révolution, et deux familles importantes de Grézieu, La Barge et Charrier. Le statut officiel du blason reste à déterminer. |

| Blason de Grigny | Blason  | D’azur à un pigeon d’or.                         |
| Blason de Grigny | Détails | Le statut officiel du blason reste à déterminer. |

| Pas d'information connue pour les communes de Gleizé et Grézieu-le-Marché. |

## H
| Blason de Les Halles | Blason  | D’azur à un taureau saillant d’argent, au chevron de gueules chargé d’une étoile d’or, brochant. |
| Blason de Les Halles | Détails | Le statut officiel du blason reste à déterminer.                                                 |

| Pas d'information connue pour Les Haies et Haute-Rivoire. |

## I
| Blason de Irigny | Blason  | D'azur à trois torches d'argent allumées de gueules rangées en fasce, au chef cousu du même* chargé de trois étoiles d'or.                                |
| Blason de Irigny | Détails | * Ces armes emploient le terme « cousu » dans le seul but de contrevenir à la règle de contrariété des couleurs : elles sont fautives : gueules sur azur. |

## J
| Blason de Jarnioux | Blason  | Losangé d'or et de gueules à une colonne d'or accompagnée à dextre d'un buste d'Auguste Guinon, à senestre d'une plume en bande brochant sur un livre ouvert, et en chef d'un sarment de vigne et d'une branche de chêne passés en sautoir, le tout au naturel. |
| Blason de Jarnioux | Détails | Les bustes sculptés et les livres, comme toute création humaine, peuvent avoir diverses couleurs "au naturel". Aussi, un buste d'argent sera tout autant valable sur ce blason. Le statut officiel du blason reste à déterminer.                                |

| Blason de Jonage | Blason  | D'azur à la fasce ondée d'argent chargée d'un soleil éclipsé de gueules, accompagnée de trois quintefeuilles du second,. |
| Blason de Jonage | Détails | Le statut officiel du blason reste à déterminer.                                                                         |

| Blason de Jons | Blason  | Tiercé en fasce : au 1er de gueules à la croix alésée d'or, au 2d du même à trois joncs au naturel rangés en fasce, au 3e d'azur au lion léopardé d'or. |
| Blason de Jons | Détails | Armes parlantes. (joncs) Le statut officiel du blason reste à déterminer.                                                                               |

| Blason de Joux | Blason  | D'or au lion de sable, au bâton de gueules brochant sur le tout. |
| Blason de Joux | Détails | Le statut officiel du blason reste à déterminer.                 |

| Pas d'information connue pour les communes de : Juliénas et Jullié. |

## L
| Blason de Lacenas | Blason  | D'azur au château de deux tours couvertes et girouettées d'or, maçonné, ajouré et ouvert de sable; au chef d'or chargé d'un lion issant de sable tenant une coupe du même dans sa dextre. |
| Blason de Lacenas | Détails | Le statut officiel du blason reste à déterminer. |

| Blason de Lachassagne | Blason  | Losangé de sinople et de gueules à l'étoile d'or anglée, à senestre, d'une queue de comète du même courbée en bande, brochant sur le tout. |
| Blason de Lachassagne | Détails | Le statut officiel du blason reste à déterminer.                                                                                           |

| Blason de Lamure-sur-Azergues | Blason  | De gueules à un mur ruiné d'argent maçonné de sable, soutenu d'or et ouvert du champ, au chef du quatrième chargé d'un lion issant du troisième, armé et lampassé du champ, au lambel de cinq pendants du même brochant sur le lion. |
| Blason de Lamure-sur-Azergues | Détails | Armes parlantes. (mur) Le statut officiel du blason reste à déterminer. |

| Blason de Légny | Blason  | D'or diapré de gueules à la jumelle en bande de sable. |
| Blason de Légny | Détails | - L'or évoque l'appartenance de Légny au pays des pierres dorées. - Le champ diapré fait référence à l'agriculture de la commune, et notamment la culture de la vigne. - La jumelle en bande de sable suggère les routes de la vallée d'Azergues, à laquelle appartient la commune. Le blason a été homologué par le conseil départemental d'héraldique du Rhône[Quand ?]. |

| Blason de Lentilly | Blason  | D'azur à un dauphin d'or. |
| Blason de Lentilly | Détails | - Le dauphin fait référence à Renaud de Forez, seigneur de Lentilly, qui portait « de gueules au dauphin d'or ». - Ces armes étant toutefois déjà celles du département de la Loire, elles durent être brisées par un changement de couleur pour devenir celles de Lentilly. Le blason a été homologué par le conseil départemental d'héraldique du Rhône le 12 décembre 1990. |

| Blason de Limas | Blason  | Parti d’argent à une tour senestrée d’un avant-mur du même, le tout maçonné de sable et surmonté d’un écu tiercé en pal d’azur, du champ et de gueules ; et du premier à une grappe de raisin de gueules tigée et feuillée de sinople. |
| Blason de Limas | Détails | Le statut officiel du blason reste à déterminer. |

| Blason de Limonest | Blason  | De gueules à un rocher de trois coupeaux d'or adextré d'un griffon contourné du même et senestré d'un lion d'argent couronné du second. |
| Blason de Limonest | Détails | Reprise avec brisure (le rocher) du blason des Chanoines-comtes de Lyon. Le statut officiel du blason reste à déterminer.               |

| Blason de Lissieu | Blason  | Coupé d'azur au château du lieu d'or, flanqué de deux tours couvertes du même, le tout maçonné et ajouré de sable ; et du même à trois chevrons de gueules. |
| Blason de Lissieu | Détails | Le statut officiel du blason reste à déterminer. |

| Blason de Loire-sur-Rhône | Blason  | D’azur à l’ancre d’or accostée de deux lances de joute bandées de gueules et d’argent ; au chef ondé du même chargé de trois tourteaux de gueules. |
| Blason de Loire-sur-Rhône | Détails | Le statut officiel du blason reste à déterminer.                                                                                                   |

| Blason de Lozanne | Blason  | D'argent au chevron d'azur chargé d'une croix fleuronnée d'or, accompagné en chef de deux aiglettes de sable et en pointe d'un lion de gueules armé et lampassé d'azur. |
| Blason de Lozanne | Détails | Le statut officiel du blason reste à déterminer. |

| Blason de Lucenay | Blason  | De gueules à la bande bretessée contre-bretessée d'argent. |
| Blason de Lucenay | Détails | Le statut officiel du blason reste à déterminer.           |

| Blason de Lyon | Blason  | De gueules au lion d'argent, au chef de France. |
| Blason de Lyon | Détails | Armes parlantes. (lion)                         |

| Pas d'information connue pour les communes suivantes : Lancié, Lantignié, Larajasse, Létra, Liergues, Limas, Loire-sur-Rhône, Longes et Longessaigne. |

## M
| Blason de Marcilly-d'Azergues | Blason  | D'azur à une grappe de raisin fruitée, tigée et vrillée d'or, feuillée de deux pièces de sinople. |
| Blason de Marcilly-d'Azergues | Détails | Le statut officiel du blason reste à déterminer.                                                  |

| Blason de Marcy | Blason  | De sinople à l'ombre d'une tour de télégraphe au trait d'or, au chef d'argent chargé de trois têtes de griffon de sable. |
| Blason de Marcy | Détails | Le statut officiel du blason reste à déterminer.                                                                         |

| Blason de Marcy-l'Étoile | Blason  | Parti d'or à un loup de sable soutenu d'une rose au naturel en bande, et d'azur à une étoile du premier soutenue d'une rose au naturel en barre ; le tout au chef de gueules chargé d'une croix de Malte d'argent,. |
| Blason de Marcy-l'Étoile | Détails | Armes parlantes. (étoile) Chaque charge présente sur ces armoiries évoque un élément de la commune : - Le loup rappelle l'ancien nom de la commune : Marcy-le-Loup. - L'étoile évoque le croisement de cinq routes dans le Bois de l'Étoile. - les roses évoquent les multiples églantiers qui ont fleuri le paysage de la commune. - le Chef de Malte rappelle le souvenir des multiples Chevaliers de l'Ordre de Malte ayant servi dans la commune. Le statut officiel du blason reste à déterminer. |

| Blason de Mardore | Blason  | D'azur à trois fasces d'argent. |
| Blason de Mardore | Détails | Blason Historique : La commune a fusionné, le 1er janvier 2013, avec les communes de la Chapelle-de-Mardore, de Thizy, de Bourg-de-Thizy et de Marnand pour former la commune nouvelle de Thizy-les-Bourgs. |

| Blason de Marnand | Blason  | Écartelé d'or au lion de sable, armé et lampassé de gueules, au lambel de cinq pendants du même brochant sur le tout (de Beaujeu), et de sinople au sautoir d'argent.                                       |
| Blason de Marnand | Détails | Blason Historique : La commune a fusionné, le 1er janvier 2013, avec les communes de Mardore, de la Chapelle-de-Mardore, de Thizy et de Bourg-de-Thizy pour former la commune nouvelle de Thizy-les-Bourgs. |

| Blason de Meaux-la-Montagne | Blason  | De sinople à la bande d'argent remplie de gueules, chargée de quatre pommes de pin, accompagnée en chef d'une montagne de trois coupeaux et en pointe d'une chapelle, le tout du second.                                                                              |
| Blason de Meaux-la-Montagne | Détails | Armes parlantes. (montagne) Les quatre pommes de pin symbolisent les communes de Grandris, Saint-Vincent-de-Reins, Cublize et Saint-Bonnet-le-Troncy, qui ont cédé une partie de leurs terres pour créer le village. Le statut officiel du blason reste à déterminer. |

| Blason de Messimy | Blason  | Écartelé : au 1er de gueules à une tête de griffon arrachée d'or senestrée en chef d'une tête de lion arrachée contournée d'argent, au 2d d'azur au sautoir ondé d'or cantonné de quatre besants du même, au 3e d'azur à trois tours d'argent maçonnées de sable, au 4e de gueules à une tour d'argent senestrée d'un avant-mur du même, le tout maçonné de sable. |
| Blason de Messimy | Détails | - Le griffon d'or et le lion d'argent du premier quartier étaient l'emblème des Chanoines, Comtes de Lyon, qui possédaient Messimy jusqu'à la révolution. - Le second quartier représente le blason de la famille des Dugas, ayant possédé des terres à Messimy. - Le troisième quartier représente le blason de la famille des Arthaud, ayant également possédé des terres à Messimy. - La tour et l'avant-mur du quatrième quartier évoquent les fortifications du village. Le blason a été homologué par le conseil départemental d'héraldique du Rhône le 6 janvier 1984. |

| Blason de Meyzieu | Blason  | De gueules au lion à la queue léopardée d'or, armé et lampassé d'azur, au chef aussi d'or chargé d'un dauphin d'azur crêté, barbé, loré, peautré et oreillé de gueules, accosté de deux croisettes de Malte soudées d'argent,. |
| Blason de Meyzieu | Détails | - Le lion d'or armé et lampassé d'azur sur champ de gueules représente le blason des Seigneurs de Chandieu, intervenus pour protéger Meyzieu. - Le dauphin rappelle l'attachement de la commune au Dauphiné. - Les deux croix de Malte d'argent évoquent les armoiries de la famille des De Leusse, derniers Seigneurs de Meyzieu. * Il y a là non-respect de la règle de contrariété des couleurs : ces armes sont fautives (argent sur or). |

| Blason de Millery | Blason  | D'azur à la bande d'argent chargée d'une bande de gueules, accompagnée d'un lion du second en chef et d'un cep de vigne d'or fruité de pourpre en pointe. |
| Blason de Millery | Détails | Le statut officiel du blason reste à déterminer. |

| Blason de Mions | Blason  | Parti d'argent à trois fasces ondées d'azur, et du même à trois larmes du premier,. |
| Blason de Mions | Détails | Le statut officiel du blason reste à déterminer.                                    |

| Blason de Moiré | Blason  | D’or au lion de sable armé et lampassé de gueules tenant une clef du même. |
| Blason de Moiré | Détails | Le statut officiel du blason reste à déterminer.                           |

| [[Image:\|Blason à dessiner\|100px]] | Blason  | Tranché: au 1er d'azur à la montagne de sinople, surmontée à dextre d'un lion naissant de sable, armé et lampassé de gueules et chargé d'un lambel à cinq pendants du même et à senestre d'un soleil d'or, au 2e d'or à la tête de loup arrachée de sable, languée et allumée de gueules. |
| [[Image:\|Blason à dessiner\|100px]] | Détails | La municipalité emploie un autre blason, héraldiquement fautif. Le statut officiel du blason reste à déterminer. |
| [[Image:\|Blason à dessiner\|100px]] | Alias   | D'azur à un rocher d'argent surmonté d'un soleil d'or à dextre, au chef du même chargé d'un lion issant de sable armé et lampassé de gueules, un lambel de cinq pendants du même brochant.                                                                                                |

| Blason de Montagny | Blason  | D'azur au lion d'argent, à la cotice de gueules brochant sur le tout[réf. souhaitée]. |
| Blason de Montagny | Détails | Le statut officiel du blason reste à déterminer.                                      |

| Blason de Montrottier | Blason  | Parti d'un vairé d'or et de sinople, et d'azur à un dextrochère armé d'argent, mouvant du flanc senestre, tenant une épée d'or,.                                                          |
| Blason de Montrottier | Détails | Le vairé d'or et de sinople représente le blason de la famille de Rovedis, particulièrement influent à Montrottier durant le XVe siècle. Le statut officiel du blason reste à déterminer. |

| Blason de Morancé | Blason  | D'or à la tête de Maure de sable tortillée d'argent; mantelé d'azur au bâton prieural d'argent chargé d'un patenôtre d'or, accosté de deux coqs affrontés du même, crêtés et barbés de gueules. |
| Blason de Morancé | Détails | - Le bâton de prieuré fait référence au Prieuré de Saint-Pierre, riche propriété de Morancé. - Le patrenôtre symbolise le prieuré féminin. - Les coqs font référence à la famille des Chaponay, derniers seigneurs de Morancé, qui portait « d'azur à trois coqs d'or » - La tête de maure rappelle la légende selon laquelle les Maures auraient occupé la commune durant les invasions sarrasines, lui donnant ainsi son nom. Armes parlantes. Armoiries homologuées par le conseil départemental d'héraldique du Rhône[Quand ?]. |

| Blason de Mornant | Blason  | De sinople à deux flûtes d'or passées en sautoir, liées de gueules. |
| Blason de Mornant | Détails | Le statut officiel du blason reste à déterminer.                    |

| Blason de La Mulatière | Blason  | De gueules à une péniche d'argent voguant sur un fleuve ondé du même et d'azur, accompagné en chef d'une tête de mulet d'or.                                      |
| Blason de La Mulatière | Détails | Armes parlantes. (tête de mulet) Conflit héraldique : le fleuve apparait d'azur ondé de quatre divises d'argent. Le statut officiel du blason reste à déterminer. |

Pas d'information connue pour les communes suivantes : Marchampt, Meys, Montanay, Montmelas-Saint-Sorlin et Montromant.
Marennes porte un pseudo-blason.

## N
| Blason de Neuville-sur-Saône | Blason  | D'azur au chevron d'or accompagné de trois croisettes ancrées du même. |
| Blason de Neuville-sur-Saône | Détails | Le statut officiel du blason reste à déterminer.                       |

| Blason de Nuelles | Blason  | D'or à la bande ondée de sable chargée de trois loups passants d'argent.                                                                                    |
| Blason de Nuelles | Détails | Blason Historique : La commune a fusionné, le 1er janvier 2013, avec Saint-Germain-sur-l'Arbresle pour former la commune nouvelle de Saint-Germain-Nuelles. |

## O
| Blason de Oingt | Blason  | D'argent à la fasce de gueules chargée de trois étoiles d'or. |
| Blason de Oingt | Détails | Le statut officiel du blason reste à déterminer.              |

| Blason de Olmes (Les) | Blason  | D’azur à une crosse d’or en pal, à la bande d’argent frettée de gueules brochante et accompagnée de deux feuilles d’orme d’or. |
| Blason de Olmes (Les) | Détails | Armes parlantes. (feuilles d'orme) Le statut officiel du blason reste à déterminer.                                            |

| Blason de Orliénas | Blason  | De gueules à un château d'or ouvert, ajouré et maçonné de sable, accompagné de deux clefs d'argent passées en sautoir en chef et d'une rivière ondée du même en bande en pointe. |
| Blason de Orliénas | Détails | L'Armorial des communes de France mentionne une rivière non-mise en barre. Le statut officiel du blason reste à déterminer.                                                      |

| Blason de Oullins | Blason  | Parti d'or et de sable, à la villa mérovingienne défendue de trois tours et à la filière, le tout brochant de l'un en l'autre. |
| Blason de Oullins | Détails | Armes conçues en 1958 par les élèves du cours complémentaire du Parc Chabrières. Ce blason arbore une miniature stylisée de la villa mérovingienne dite "Aulanium", ou vécurent Aulanius et Aulania. Le statut officiel du blason reste à déterminer. |

| Pas d'information connue pour les communes d'Odenas et d'Ouroux. |

## P
| Blason de Pierre-Bénite | Blason  | D'azur à un rocher d'or chargé en chef d'une croisette latine de sable gravée en bande, accostée de deux anneaux scellés du second rangés en barre, celui de dextre plus gros que celui de senestre, surmonté d'une étoile de six rais du même et posé sur une terrasse de sinople ; au chef de gueules chargé de deux clefs d'argent passées en sautoir, les anneaux en losange et pommetés. |
| Blason de Pierre-Bénite | Détails | * Il y a là non-respect de la règle de contrariété des couleurs : ces armes sont fautives (sinople et gueules sur azur). Le statut officiel du blason reste à déterminer. |

| Blason de Pollionnay | Blason  | Écartelé de gueules à trois merlettes d’or, et d’azur à la fasce ondée d’argent. |
| Blason de Pollionnay | Détails | Le statut officiel du blason reste à déterminer.                                 |

| Blason de Pomeys | Blason  | D'or à un pommier de sinople fruité de gueules, le fût de l'arbre enroulé d'un serpent du même, accosté de deux étoiles d'azur et soutenu d'un croissant du même |
| Blason de Pomeys | Détails | Armes parlantes. (pommier) Le statut officiel du blason reste à déterminer.                                                                                      |

| Blason de Pommiers | Blason  | Losangé d'or et de gueules, au chef de sable chargé d'un lion léopardé du premier. |
| Blason de Pommiers | Détails | Le statut officiel du blason reste à déterminer.                                   |

| Blason de Pont-Trambouze | Blason  | Écartelé d'azur à un pont droit, alésé et crénelé de trois arches d'argentn maçonné de sable, l'arche centrale plus grande ; et d'or à un sapin de sinople. |
| Blason de Pont-Trambouze | Détails | Armes parlantes. (pont) Le statut officiel du blason reste à déterminer.                                                                                    |

| Blason de Pontcharra-sur-Turdine | Blason  | D'azur au pont de deux arches d'or sommé de deux roues de char de même. |
| Blason de Pontcharra-sur-Turdine | Détails | Armes parlantes ("Pont" & "Char" par les deux roues). Armoiries adoptées par le Conseil municipal et homologuées par le conseil départemental d'héraldique du Rhône le 9 novembre 1989. |

| Blason de Pouilly-le-Monial | Blason  | D'or à la croix pattée alésée de gueules surmontée d'une divise ondée d'azur. |
| Blason de Pouilly-le-Monial | Détails | Le statut officiel du blason reste à déterminer.                              |

| Blason de Poule-les-Écharmeaux | Blason  | D'argent à trois sapins de sinople futés de sable plantés sur trois monts du second mouvant de la pointe, au chef de gueules chargé d'un lion issant d'or lampassé d'azur. |
| Blason de Poule-les-Écharmeaux | Détails | Le statut officiel du blason reste à déterminer. |

| Blason de Pusignan | Blason  | Parti du Dauphiné, et de gueules à deux chevrons d'argent surmontés d'une fasce du même.                      |
| Blason de Pusignan | Détails | Le dauphin rappelle l'attachement de la commune au Dauphiné. Le statut officiel du blason reste à déterminer. |

| Pas d'information connue pour les communes suivantes : Le Perréon, Poleymieux-au-Mont-d'Or, Pollionnay et Propières. |

## Q
| Blason de Quincieux | Blason  | De gueules à la fasce ondée d’argent accompagnée d’un léopard d’or en chef et d’une chapelle de même ouverte et ajourée de sable en pointe. |
| Blason de Quincieux | Détails | Le léopard d'or évoque Sir Thomas Beckett, Chancelier d'Angleterre exilé par son roi en 1162 et réfugié en France, où il reçut un domaine ecclésial sur le territoire de la commune. La fasce ondée évoque la Saône qui traverse la commune, la chapelle celle qu'entoure l'un des bourgs de la commune. Armoiries adoptées par la municipalité en 1989. |

| Pas d'information connue pour la commune de Quincié-en-Beaujolais. |

## R
| Blason de Ranchal | Blason  | De gueules à la bande ondée cousue d'azur* accompagnée de l'église du lieu d'or en chef, et d'une roue de moulin du même en pointe. |
| Blason de Ranchal | Détails | - La bande ondée d'azur symbolise le Rhins, rivière qui prend sa source dans la commune. - L'église, blasonée "du lieu" est une représentation de celle qui se situe sur la commune. - La roue fait référence aux nombreux moulins qui fonctionnaient autrefois sur les bords des cours d'eau de la commune. * Ces armes emploient le terme « cousu » dans le seul but de contrevenir à la règle de contrariété des couleurs : elles sont fautives : azur sur gueules. |

| Blason de Régnié-Durette | Blason  | De gueules au cep de vigne tuteuré d'or et surmonté d'une couronne comtale du même. |
| Blason de Régnié-Durette | Détails | Le statut officiel du blason reste à déterminer.                                    |

| Blason de Rillieux-la-Pape | Blason  | D'argent au taureau passant d'or* à tête de lion de gueules, au chef d'azur chargé d'une aigle d'argent accostée de deux étoiles du même                                                |
| Blason de Rillieux-la-Pape | Détails | Armoiries de Jean Philecotte, seigneur bourgeois de la Pape[réf. nécessaire] au XVIIe siècle. Ces armes sont fautives (or sur argent). Le statut officiel du blason reste à déterminer. |

| Blason de Riverie | Blason  | D'azur à la fasce d'argent accompagnée de trois étoiles d'or.                                                                           |
| Blason de Riverie | Détails | Le blason est celui de François Bénéon, dernier baron de Riverie durant le XVIIe siècle. Armories adoptées par la municipalité en 1967. |

| Blason de Rochetaillée-sur-Saône | Blason  | De gueules à la bande d’azur* chargée de trois dauphins d’argent.                                             |
| Blason de Rochetaillée-sur-Saône | Détails | * Il y a là non-respect de la règle de contrariété des couleurs : ces armes sont fautives (azur sur gueules). |

| Blason de Ronno | Blason  | D'argent au lion de sable, au chef d'azur chargé de trois croisettes pattées d'or. |
| Blason de Ronno | Détails | Le statut officiel du blason reste à déterminer.                                   |

| Blason de Rontalon | Blason  | De gueules à la croix de Malte d'argent, au chef d'or chargé de trois pommes feuillées de sinople. |
| Blason de Rontalon | Détails | - La croix de Malte fait référence aux chevaliers de Malte, fondateurs du village. - Les pommes rappellent l'importance de l'agriculture pour la commune, en particulier la culture de la pomme, qui fit la renommée du village dans toute la région au XVIIIe siècle. Armoiries homologuées par le conseil départemental d'héraldique du Rhône le 13 janvier 1993. |

| Pas d'information connue pour Rivolet. |

## S
| Blason de Sain-Bel | Blason  | De gueules à un château d'une seule tour à dextre, le tout d'or ajouré et maçonné de sable, au chef cousu d'azur* chargé d'une roue dentée de douze pièces d'argent. |
| Blason de Sain-Bel | Détails | * Ces armes emploient le terme « cousu » dans le seul but de contrevenir à la règle de contrariété des couleurs : elles sont fautives : azur sur gueules.            |

| Blason de Saint-Andéol-le-Château | Blason  | Parti de gueules et de sinople, à une tour d'argent ouverte et maçonnée de sable brochant sur la partition. |
| Blason de Saint-Andéol-le-Château | Détails | Armoiries adoptées par la commune en juin 1991.                                                             |

| Blason de Saint-André-la-Côte | Blason  | Écartelé en sautoir d'azur et de sinople, au sautoir d'argent brochant sur la partition, cantonné en pointe d'une croisette latine perronnée d'or, le tout sommé d'un chef du même chargé de trois ours en pied de sable armés et lampassés de gueules. |
| Blason de Saint-André-la-Côte | Détails | Le statut officiel du blason reste à déterminer. |

| Blason de Saint-Bonnet-de-Mure | Blason  | D'azur à la tour crénelée de cinq pièces d'argent, maçonnée de sable, au chef cousu de gueules* chargé de trois casques du second tarés de profil.        |
| Blason de Saint-Bonnet-de-Mure | Détails | * Ces armes emploient le terme « cousu » dans le seul but de contrevenir à la règle de contrariété des couleurs : elles sont fautives : gueules sur azur. |

| Blason de Saint-Clément-sur-Valsonne | Blason  | D'azur à une tour accolée de deux arcs-boutants, d'argent maçonnée de sable et ouverte du champ, posée sur une terrasse herbée d'argent et surmontée de deux étoiles du même. Devise« surgit ad futura ». |
| Blason de Saint-Clément-sur-Valsonne | Détails | Le statut officiel du blason reste à déterminer. |

| Blason de Saint-Cyr-au-Mont-d'Or | Blason  | D'azur à un mont de douze coupeaux d'or mouvant de la pointe, accosté des lettres S et C capitales du même, au chef cousu de gueules* chargé d'un griffon aussi d'or et d'un lion d'argent, issants et affrontés. |
| Blason de Saint-Cyr-au-Mont-d'Or | Détails | Armes parlantes. (mont d'or) - : les lettres S et C sont les initiales de Saint-Cyr, et le mont d'or évoque les monts d'Or, ce qui rend les armes parlantes. Les coupeaux sont, sans explication, au nombre de douze alors que les monts d'Or ne comportent que sept sommets principaux. - Le chef reprend les armes du chapitre de Saint-Jean, seigneurs de Saint-Cyr-au-Mont-d'Or, en inversant les métaux. Armoiries créées par un instituteur anonyme au XIXe siècle, adoptées telles quelles par la municipalité. |

| Blason de Saint-Cyr-le-Chatoux | Blason  | D'azur au chevron accompagné de deux fusées en chef et d'une abeille en pointe, le tout d'or. |
| Blason de Saint-Cyr-le-Chatoux | Détails | Le statut officiel du blason reste à déterminer.                                              |

| Blason de Saint-Didier-au-Mont-d'Or | Blason  | D'hermine à la bande de gueules chargée d'un dextrochère armé d'argent mouvant du bord dextre de la bande, tenant un huchet du même. |
| Blason de Saint-Didier-au-Mont-d'Or | Détails | Il s’agit d’une évocation du blason de la famille de MONTDOR, très ancienne famille du Lyonnais datant du Xe siècle. Ils prétendaient descendre de l’illustre Roland dit de Roncevaux d’où l’oliphant ici représenté par un huchet. L'Armorial des communes de France, sur sources, affirme que le bras arboré sur ce blason est un senestrochère (bras gauche vu de face) et non un dextrochère. Le statut officiel du blason reste à déterminer. |

| Blason de Saint-Didier-sous-Riverie | Blason  | Écartelé en sautoir : au 1er d’or à un cœur de gueules transpercé d’une flèche de sable, au 2d d’azur à un arbre d'or, au 3e d’azur au soleil d’or, au 4e d’azur à la cloche d’or; sur le tout, d’argent à la crosse d'or* et à la mitre du même brochante.                            |
| Blason de Saint-Didier-sous-Riverie | Détails | * Il y a là non-respect de la règle de contrariété des couleurs : ces armes sont fautives (or sur argent).. Blason historique : la commune a fusionné au 1er janvier 2017 avec les communes de Saint-Sorlin, Saint-Maurice-sur-Dargoire pour former la commune nouvelle de Chabanière. |

| Blason de Saint-Fons | Blason  | Parti de gueules et d'or, à une fontaine de deux bassins jaillissante de l'un en l'autre, surmontée d'un lion contourné du second à dextre, et d'un dauphin d'azur crêté, barbé, loré, peautré et oreillé aussi de gueules (du Dauphiné) à senestre. |
| Blason de Saint-Fons | Détails | Armes parlantes. (fons = fontaine en latin) Le dauphin rappelle l'attachement de la commune au Dauphiné. Le statut officiel du blason reste à déterminer.                                                                                            |

| Blason de Saint-Forgeux | Blason  | Parti d'or et d'azur au tau brochant de l'un en l'autre, accompagné en chef senestre d'une croisette d'or; au bâton de gueules brochant sur le tout. |
| Blason de Saint-Forgeux | Détails | Le statut officiel du blason reste à déterminer. |

| Blason de Saint-Genis-l'Argentière | Blason  | D’azur au buste de saint Genis d’argent nimbé d’or, accompagné de trois lettres capitale du même, un S à dextre, un G à senestre et un A en pointe; au chef cousu de gueules* chargé d’un griffon d’or et d’un lion d’argent couronné d’or affrontés et issant du trait du chef |
| Blason de Saint-Genis-l'Argentière | Détails | - Le cousu pour le chef est licite, car il reprend les armes du chapitre de Saint-Jean, seigneurs de Saint-Genis-l'Argentière. Le statut officiel du blason reste à déterminer.                                                                                                 |

| Blason de Saint-Genis-Laval | Blason  | D'azur au buste de saint Genis d'argent nimbé d'or, accompagné des lettres S, G et L capitales du même, au chef cousu de gueules* chargé d’un griffon d’or et d’un lion d’argent affrontés et issant du trait du chef. |
| Blason de Saint-Genis-Laval | Détails | - Le cousu pour le chef est licite, car il reprend les armes du chapitre de Saint-Jean, seigneurs de Saint-Genis-Laval. Le statut officiel du blason reste à déterminer.                                               |

| Blason de Saint-Genis-les-Ollières | Blason  | D'azur à trois urnes d'argent, au chef du même au lion issant de gueules,.                  |
| Blason de Saint-Genis-les-Ollières | Détails | Armes parlantes. (olla = marmite en latin) Le statut officiel du blason reste à déterminer. |

| Blason de Saint-Germain-au-Mont-d'Or | Blason  | De gueules à la fasce d'argent chargée d'une tour du champ ouverte et ajourée du second, et accompagnée de six merlettes du même, trois rangées en chef et trois rangées en pointe. |
| Blason de Saint-Germain-au-Mont-d'Or | Détails | Le statut officiel du blason reste à déterminer. |

| Blason de Saint-Germain-sur-l'Arbresle | Blason  | D'azur à la fasce d'or bretessée et abaissée brochant sur une crosse d'évêque du même posée en pal.                                  |
| Blason de Saint-Germain-sur-l'Arbresle | Détails | Blason historique : la commune a fusionné le 1er janvier 2013 avec Nuelles pour former la commune nouvelle de Saint-Germain-Nuelles. |

| Blason de Saint-Igny-de-Vers | Blason  | D'or à un sanglier de sable défendu d'argent, soutenu de deux ondes alésées d'azur et surmonté de trois sapins de sinople rangés en chef. |
| Blason de Saint-Igny-de-Vers | Détails | Le statut officiel du blason reste à déterminer.                                                                                          |

| Blason de Saint-Jacques-des-Arrêts | Blason  | De gueules au croissant d'argent, au chef cousu d'azur* chargé d'une coquille d'or accostée de deux étoiles du second.                                                                                     |
| Blason de Saint-Jacques-des-Arrêts | Détails | * Ces armes emploient le terme « cousu » dans le seul but de contrevenir à la règle de contrariété des couleurs : elles sont fautives : azur sur gueules. Le statut officiel du blason reste à déterminer. |

| Blason de Saint-Jean-d'Ardières | Blason  | Coupé de gueules à un casque* accosté de deux griffons affrontés, le tout d'argent ; et d’azur à deux croissants adossés du second. |
| Blason de Saint-Jean-d'Ardières | Détails | Le statut officiel du blason reste à déterminer.                                                                                    |

| Blason de Saint-Jean-de-Touslas | Blason  | D'azur au tau adextré d'une lettre S capitale et senestré d'une lettre J capitale, le tout d'or ; au chef du même chargé d'un renard de gueules. |
| Blason de Saint-Jean-de-Touslas | Détails | Le renard en chef fait référence au sobriquet donné aux habitants de la ville : les renards. Le statut officiel du blason reste à déterminer.    |

| Blason de Saint-Jean-des-Vignes | Blason  | D'azur à une cotice d'or accompagnée d'une main bénissant du même et rayonnante d'argent en chef, et d'un cep de vigne du second en pointe. |
| Blason de Saint-Jean-des-Vignes | Détails | Armes parlantes (La cotice symbolise le flanc de montagne sur laquelle le village est bâti, séparant le ciel et la terre. La main bénissante est attribuée à Saint Jean Baptiste, le saint patron dont la ville tire son nom, bénissant la colline et ses vignes, complétant ainsi la description symbolique et héraldique du village). Le statut officiel du blason reste à déterminer. |

| Blason de Saint-Jean-la-Bussière | Blason  | De gueules à une main bénissante d'argent accostée de deux abeilles d'or, au chef du même chargé de trois feuilles de buis de sinople. |
| Blason de Saint-Jean-la-Bussière | Détails | Armes parlantes. (feuille de buis) Le statut officiel du blason reste à déterminer.                                                    |

| Blason de Saint-Julien-sur-Bibost | Blason  | D'argent au clocher d'or* essoré de sable et ajouré du champ, mouvant de la pointe, accosté de deux arbres arrachés au naturel, celui de dextre plus petit ; au chef d'azur plain chargé d'un soleil non figuré d'or brochant sur le trait de chef au point d'honneur. |
| Blason de Saint-Julien-sur-Bibost | Détails | * Il y a là non-respect de la règle de contrariété des couleurs : ces armes sont fautives (or sur argent). |

| Blason de Saint-Laurent-d'Agny | Blason  | Écartelé : au 1er de sable à trois mains senestres appaumées de carnation, au 2d d'or au brasier de gueules, au 3e d'azur au dextrochère d'argent mouvant à senestre d'une nuée du même, tenant un couteau aussi d'argent emmanché de gueules, couché en fasce, le tout surmonté, à dextre, d'un carrelet d'argent et, à senestre, d'un tranchet de cordonnier du même emmanché d'or, tous deux accompagnés de trois fleurs de lys du même rangées en chef ; au 4e d'or au senestrochère de carnation vêtu de gueules, mouvant du canton dextre du chef, tenant une grappe de raisin tigée et feuillée au naturel. |
| Blason de Saint-Laurent-d'Agny | Détails | Création de M. Lionel SANDOZ, adoptée par la municipalité le 29 août 2005. |

| Blason de Saint-Laurent-de-Chamousset | Blason  | D'azur aux lettres S, L et C capitales d'argent, liées par une corde d'or, au chef du même chargé d'un lion issant de gueules. |
| Blason de Saint-Laurent-de-Chamousset | Détails | Même si le blason employé par la commune arbore une lettre L plus large que les deux autres, ceci n'est repris dans aucun blasonnement. Un blason dont les trois lettres auraient des dimensions identiques, serait donc théoriquement correct. Le statut officiel du blason reste à déterminer. |

| Blason de Saint-Laurent-de-Mure | Blason  | D'azur à une ville fortifiée de quatre tours d'argent, ouverte et maçonnée de sable, dominée par le clocher d'une église du second accosté de deux étoiles d'or, au chef du même chargé d'un dauphin d'azur crêté, peautré, lorré et barbé de gueules (Chef du Dauphiné). |
| Blason de Saint-Laurent-de-Mure | Détails | Le dauphin rappelle l'attachement de la commune au Dauphiné. Les deux étoiles d'or du champ sont reprises des armes de la famille des Garniers, qui tint la seigneurie du lieu. Le statut officiel du blason reste à déterminer.                                          |

| Blason de Saint-Loup | Blason  | D'or à la croix d'azur cantonnée au 1er d'une jeune femme au naturel, au 2d d'une rose de gueules, au 3e d'un tilleul de sinople et au 4e d'un cep de vigne à l'antique de sinople fruité de pourpre. |
| Blason de Saint-Loup | Détails | - La croix d'azur représente la Chapelle de Vindry et est présente dans les armes d'Isabeau de Sugny, dont le portrait est représenté dans le premier quartier. - La rose symbolise les expositions de fleurs du village. - Le tilleul est le lieu où les ancêtres du village se réunissaient. - La vigne représente la viticulture. - Le fond d'or désigne la polyculture. Le statut officiel du blason reste à déterminer. |

| Blason de Saint-Marcel-l'Éclairé | Blason  | Tiercé en pairle : au 1er d'argent aux inscriptions de sable « SAINT MARCEL » et « L'ÉCLAIRÉ » sur deux lignes, au 2d de gueules à saint Marcel évêque, auréolé, crossé et bénissant d'argent, au 3e d'azur au soleil non figuré d'or. |
| Blason de Saint-Marcel-l'Éclairé | Détails | Armes parlantes. Conflit héraldique : le dessin présente le mot "ECLAIRE" sans accent. Armoiries adoptées par la municipalité le 27 mai 2014.                                                                                          |

| Blason de Saint-Martin-en-Haut | Blason  | D'argent à un loup passant de sable, au chef de gueules chargé de trois annelets d'or. |
| Blason de Saint-Martin-en-Haut | Détails | Ces armoiries, retrouvées par le docteur Joseph-Étienne MINJOLLAT DE LA PORTE, datent de 1870. Elles sont portées par la municipalité depuis, sans aucune connaissance de leur fondement historique. |

| Blason de Saint-Maurice-sur-Dargoire | Blason  | Parti de gueules à saint Maurice en légionnaire romain d'argent tenant de sa senestre une palme de martyr d'or, et d'un coupé de sinople à un épi de blé d'or posé en fasce, surmonté d'un marteau et d'une tenaille d'argent passés en sautoir, et d'argent au chat couché de sable allumé de sinople, surmonté d'un chêne arraché d'azur. |
| Blason de Saint-Maurice-sur-Dargoire | Détails | Armes parlantes. Blason historique : la commune a fusionné au 1er janvier 2017 avec les communes de Saint-Didier-sur-Riverie et Saint-Sorlin pour former la commune nouvelle de Chabanière. |

| Blason de Saint-Nizier-d'Azergues | Blason  | D'or à l'aigle bicéphale de gueules.             |
| Blason de Saint-Nizier-d'Azergues | Détails | Le statut officiel du blason reste à déterminer. |

| Blason de Saint-Pierre-de-Chandieu | Blason  | De gueules au lion d'or,.                        |
| Blason de Saint-Pierre-de-Chandieu | Détails | Le statut officiel du blason reste à déterminer. |

| Blason de Saint-Pierre-la-Palud | Blason  | D’or à une montagne de trois coupeaux de sinople surmontée d’une massette et d’une pointerolle de mineur, toutes deux de sable et passées en sautoir ; au chef d’azur chargé d’une clef du champ accostée de deux touffes de joncs d’argent. |
| Blason de Saint-Pierre-la-Palud | Détails | - La montagne et les outils font référence au passé minier de la commune. - La clef d'or évoque Saint-Pierre, qui donna son nom à la commune. - Les joncs suggèrent le mot « Palud » dans le nom de la commune, puisque paludis signifie « marais » en latin, des marais se trouvant effectivement jusqu'au XIXe siècle sur le territoire de la commune. Armoiries homologuées par le conseil départemental d'héraldique du Rhône le 12 décembre 1990. |

| Blason de Saint-Priest | Blason  | D'azur à trois quintefeuilles d'argent.          |
| Blason de Saint-Priest | Détails | Le statut officiel du blason reste à déterminer. |

| Blason de Saint-Romain-au-Mont-d'Or | Blason  | De gueules à deux broches passées en sautoir sur lesquelles broche en pal une masse renversée, accostées à dextre de deux têtes de chèvre l'une sur l'autre et à senestre d'un lion, accompagnées en pointe d'une source avec ruisseau, le tout d'or ; au chef cousu d'azur* chargé de trois grappes de raisin, tigées et feuillées aussi d'or. DeviseDe roc et d'eau. |
| Blason de Saint-Romain-au-Mont-d'Or | Détails | L'Armorial des communes de France, sur preuves, atteste le chef de ce blason comme étant bastillé de deux pièces. * Ces armes emploient le terme « cousu » dans le seul but de contrevenir à la règle de contrariété des couleurs : elles sont fautives : azur sur gueules.                                                                                            |

| Blason de Saint-Romain-de-Popey | Blason  | Taillé d’azur à une montagne cousue de sinople* croisetée d’argent, chargée d’une tour d’or ouverte et maçonnée de sable ; et d’or à un cep de vigne et un arbre fruitier, le tout de sinople et rangé en barre. |
| Blason de Saint-Romain-de-Popey | Détails | Le statut officiel du blason reste à déterminer. |

| Blason de Saint-Romain-en-Gal | Blason  | D'argent à la croix pattée alésée de sable; à la bordure de gueules, sa face interne elle-même bordée de sable. |
| Blason de Saint-Romain-en-Gal | Détails | La municipalité emploie le blason ci-contre, tandis que les plaques de rue de la commune arborent le blason décrit en alias. * Il y a là non-respect de la règle de contrariété des couleurs : ces armes sont fautives (sable sur gueules et sinople sur gueules). |
| Blason de Saint-Romain-en-Gal | Alias   | De gueules à la croix pattée alésée cousue de sinople, à la filière d'argent en orle. |

| Blason de Saint-Sorlin | Blason  | Mantelé de gueules à un puits d'or maçonné de sable, et d'argent chargé d'une navette de tisserand de sable accostée de deux arbres arrachés de sinople fruités du premier, au chef d'azur chargé d'une étoile d'or. |
| Blason de Saint-Sorlin | Détails | Blason historique : la commune a fusionné au 1er janvier 2017 avec les communes de Saint-Didier-sur-Riverie et Saint-Maurice-sur-Dargoire pour former la commune nouvelle de Chabanière.                             |

| Blason de Saint-Symphorien-d'Ozon | Blason  | Parti d'or à la croix d'azur, et d'un coupé de gueules à la croix d'argent (de Savoie) et d'or à un dauphin d'azur crêté, barbé, lorré, peautré et oreillé de gueules (du Dauphiné). |
| Blason de Saint-Symphorien-d'Ozon | Détails | Le dauphin rappelle l'attachement de la commune au Dauphiné. Armoiries adoptées par la municipalité le 11 février 1986.                                                              |

| Blason de Saint-Symphorien-sur-Coise | Blason  | D'azur à un château de trois tours d'or, celle du milieu plus haute, coulissé et maçonné de sable, accompagné de trois fleurs de lys du second.                             |
| Blason de Saint-Symphorien-sur-Coise | Détails | L'Armorial des communes de France, sur preuves, affirme que le château de ce blason a ses entre-murs d'argent et non d'or. Le statut officiel du blason reste à déterminer. |

| Blason de Saint-Vérand | Blason  | D'azur à trois tours d'or ouvertes et ajourées du champ, maçonnées de sable, au chef du second chargé de trois grappes de raisin au naturel feuillées de sinople. |
| Blason de Saint-Vérand | Détails | Le statut officiel du blason reste à déterminer. |

| Blason de Saint-Vincent-de-Reins | Blason  | D'argent semé de trèfles de sinople ; à la bande voutée d'azur brochante, chargée de trois clefs d'or posées à plomb. |
| Blason de Saint-Vincent-de-Reins | Détails | L'argent représente les reflets créés par les anciennes installations hydrauliques le long du Rhins, il représente aussi la pureté, la justice et l'éternité. Les trèfles témoignent de la présence la famille Le Prestre de Vauban, le vert évoque la jeunesse et la beauté. La bande bleue représente le Rhins traversant la commune, le bleu évoquant la loyauté et la sagesse. Les trois clefs commémorent le fief de Montoux et la famille Rollin, ainsi que les trois anciennes justices régissant la commune: Beaujeu, Chamelet et Magny. Création de M. Alain SARRY, date d'adoption par la municipalité inconnue. |

| Blason de Sainte-Catherine | Blason  | De gueules à la bande ondée d'or chargée d'une bande ondée d'azur surchargée de deux poissons d'argent, celui de la pointe contourné, la bande accompagnée, en chef, d'une roue de sainte Catherine brisée d'un quart senestre en chef, et, en pointe, d'un bâton de marche senestré d'une jonquille feuillée, le tout aussi d'or. |
| Blason de Sainte-Catherine | Détails | L'Armorial des communes de France, sur preuves, affirme la roue et la bande comme étant d'argent et non d'or. La bande ondée symbolise la ligne de partage des eaux avec les poissons « têtes plates » (surnom des habitants de Sainte-Catherine) nageant l'un vers l'Atlantique, l'autre vers la Méditerranée. La roue brisée est l'attribut du supplice de sainte Catherine d'Alexandrie La jonquille se trouve en quantité sur la commune avec le bâton pour les sentiers pédestres. Le statut officiel du blason reste à déterminer. |

| Blason de Sainte-Colombe-lès-Vienne | Blason  | Écartelé d'argent et d'azur ; sur le tout de sinople à la colombe d'argent volant vers senestre, tenant dans son bec un rameau d'or. |
| Blason de Sainte-Colombe-lès-Vienne | Détails | Armes parlantes. Le statut officiel du blason reste à déterminer.                                                                    |

| Blason de Sainte-Consorce | Blason  | D'azur au bâton d'or accompagné d'une feuille de marronnier d'argent en chef et de sainte Consorce en pied du même en pointe.                                                                           |
| Blason de Sainte-Consorce | Détails | Armes parlantes. L'Armorial des communes de France, sur preuve, annonce sainte Consorce et la feuille de marronnier comme étant d'argent, et non d'or. Le statut officiel du blason reste à déterminer. |

| Blason de Sainte-Foy-lès-Lyon | Blason  | D'azur à la foi d'argent mouvant des flancs, accompagnée d'une couronne d'or en chef et d'une tête de lion arrachée du même lampassée de gueules en pointe. |
| Blason de Sainte-Foy-lès-Lyon | Détails | Armes parlantes. Le statut officiel du blason reste à déterminer.                                                                                           |

| Blason de Sainte-Paule | Blason  | D'argent à la bande de gueules chargée de trois étoiles d'or posées à plomb, accompagnée d'une croisette tréflée et fichée de sable en chef, et d'un cep de vigne de sinople en pointe. |
| Blason de Sainte-Paule | Détails | Le statut officiel du blason reste à déterminer. |

| Blason de Sarcey | Blason  | Tranché de gueules à un tilleul d'or, et d'azur à une tour du second ; à la bande d'argent brochant sur la partition. |
| Blason de Sarcey | Détails | L'ancien site web de la commune arborait un taillé au lieu d'un tranché. Selon la tradition, ce tilleul remonterait au début du XVIIe, époque où Sully fit planter de nombreux tilleuls dans le Royaume. C'est pourquoi on l'appelle également "tilleul de Sully" ou "tilleul du roi Henri IV". Toujours bien vert malgré son tronc évidé, c'est aujourd'hui l'emblème du village. Le statut officiel du blason reste à déterminer. |

| Blason à dessiner | Blason  | D'or au lion de sable, armé et lampassé de gueules, au lambel à cinq pendants du même brochant sur la poitrine du lion. |
| Blason à dessiner | Détails | Ce sont les armes du Beaujolais (sires de Seaujeu). Le statut officiel du blason reste à déterminer.                    |

| Blason de Sathonay-Camp | Blason  | De sable à la croix de huit pointes d'argent.    |
| Blason de Sathonay-Camp | Détails | Le statut officiel du blason reste à déterminer. |

| Blason de Sathonay-Village | Blason  | D'azur au lévrier d'argent la tête contournée regardant un soleil d'or en chef. |
| Blason de Sathonay-Village | Détails | Le statut officiel du blason reste à déterminer.                                |

| Blason de Les Sauvages | Blason  | Tiercé en chevron : au 1er d'azur à deux clefs d'or passées en sautoir à dextre et à une croix fleurdelysée du même à senestre, au 2d d'argent plain, au troisième de gueules à la tête avec col de chevreuil d'or. |
| Blason de Les Sauvages | Détails | Le statut officiel du blason reste à déterminer. |

| Blason de Savigny | Blason  | D'azur à un dextrochère d'argent paré de sable mouvant du flanc senestre, tenant une crosse d'or. |
| Blason de Savigny | Détails | Le statut officiel du blason reste à déterminer.                                                  |

| Blason à dessiner | Blason  | De sinople à la borne milliaire masurée d'or à dextre et au château flanqué d’une échauguette du même mouvant du flanc senestre, le tout posé sur une champagne ondée d'argent chargée de trois fleurs de lis d'azur. |
| Blason à dessiner | Détails | Sur site commune 2011 |

| Blason de Simandres | Blason  | D'azur au pont d'une arche d'or, maçonné de sable sur une rivière d'argent mouvant de la pointe, surmonté au chef dextre d'une grenouille d'or et à senestre d'un roseau à massette du même. |
| Blason de Simandres | Détails | Le statut officiel du blason reste à déterminer. |

| Blason de Soucieu-en-Jarrest | Blason  | Coupé de gueules à un lion d'argent et un griffon d'or affrontés, et d'un parti d'azur à une branche de cerisier en fleur d'argent posée en bande, et de sinople à un aqueduc d'une arche d'or. |
| Blason de Soucieu-en-Jarrest | Détails | - Le 1er du coupé reprend les armes du chapitre de Saint-Jean, seigneurs de Soucieu-en-Jarrest. Le statut officiel du blason reste à déterminer.                                                |

| Blason de Sourcieux-les-Mines | Blason  | Parti d'un coupé d'azur au portail de chapelle d'or, sommé d'un clocher du même ouvert, ajouré et maçonné de sable, et d'or à une masse et un pic de mineur de sable passés en sautoir ; et de gueules au lion d'argent,. |
| Blason de Sourcieux-les-Mines | Détails | Armes parlantes. (masse et pic de mineur) Le champ senestre reprend les armes du Lyonnais. Le statut officiel du blason reste à déterminer.                                                                               |

| Pas d'information connue pour les communes suivantes : Saint-Appolinaire, Saint-Bonnet-des-Bruyères, Saint-Bonnet-le-Troncy, Saint-Christophe, Saint-Clément-de-Vers, Saint-Clément-les-Places, Saint-Cyr-sur-le-Rhône, Saint-Didier-sur-Beaujeu, Saint-Étienne-des-Oullières, Saint-Étienne-la-Varenne, Saint-Georges-de-Reneins, Saint-Julien, Saint-Just-d'Avray, Saint-Lager, Saint-Laurent-d'Oingt, Saint-Mamert, Saint-Marcel-l'Éclairé, Saint-Romain-en-Gier, Sainte-Foy-l'Argentière et Solaize.Souzy porte un pseudo-blason. |

## T
| Blason de Taluyers | Blason  | Coupé-ondé de pourpre et de sinople, à un mont d'argent mouvant de la pointe, sommé d'une tour couverte du même, ouverte, ajourée et maçonnée de sable, brochant sur la partition, surmontée de deux grappes de raisin feuillées d'or,.                                            |
| Blason de Taluyers | Détails | - Le sinople du coupé-ondé évoque les monts du Lyonnais. - Le pourpre et les grappes de raisin symbolisent la culture de la vigne sur la commune. - La tour fait référence à celles du prieuré du Xe siècle situé sur la commune. Le statut officiel du blason reste à déterminer. |

| Blason de Tarare | Blason  | D'or à la croix ancrée de gueules cantonnée de quatre losanges de sable. |
| Blason de Tarare | Détails | Le statut officiel du blason reste à déterminer.                         |

| Blason de Tassin-la-Demi-Lune | Blason  | D'or à trois bandes d'azur, à l'horloge du lieu du champ brochante, adextrée en chef d'une étoile du même chargeant la deuxième bande et senestrée d'un croissant tourné aussi d'or chargeant la première bande ; au chef du second chargé de trois roses du champ. Devise"Crescendo Lucet" |
| Blason de Tassin-la-Demi-Lune | Détails | Le statut officiel du blason reste à déterminer. |

| Blason de Ternand | Blason  | De gueules au chevron accompagné de deux croisettes en chef et d'une tour en pointe, le tout d'argent. |
| Blason de Ternand | Détails | Le statut officiel du blason reste à déterminer.                                                       |

| Blason de Ternay | Blason  | Écartelé : au 1er de gueules à deux clefs d'argent passées en sautoir, à l'épée du même garnie d'or brochant sur le tout (de l'Abbaye de Cluny), au 2d d'or au dauphin d'azur crêté, barbé, lorté, peautré et oreillé de gueules (du Dauphiné), au 3e de gueules au lion d'argent (du Lyonnais), au quatrième de gueules à la croix d'argent (de Savoie),. —OU— Écartelé de Cluny, du Dauphiné, du Lyonnais et de Savoie. |
| Blason de Ternay | Détails | - Le premier quartier, proche du blason de l'abbaye de Cluny, fait référence à la cession du prévôté de Ternay aux moines de Cluny en 1144. - Le second quartier rappelle l'attachement de la commune au Dauphiné en 1343. - Le troisième quartier, représentant les armes du Lyonnais, symbolise le rattachement de la commune au département du Rhône le 1er janvier 1968. - Le quatrième quartier, qui est le blason de la Savoie, fait référence à la gouvernance du Viennois-Savoyard sur Ternay de 1253 à 1355. Le statut officiel du blason reste à déterminer. |

| Blason de Theizé | Blason  | D'azur au tau de gueules, au pied ancré et bordé d'or, au pampre de vigne fruité et feuillé d'argent posé en bande et brochant,. |
| Blason de Theizé | Détails | Le statut officiel du blason reste à déterminer.                                                                                 |

| Blason de Thel | Blason  | Parti de sable à une clef d'or en pal, et du même à un tilleul arraché de sinople. |
| Blason de Thel | Détails | Armes parlantes. (tilleul) Le statut officiel du blason reste à déterminer.        |

| Blason de Thizy | Blason  | D'or au chevron d'azur chargé d'une macle d'argent. |
| Blason de Thizy | Détails | Blason historique : la commune a fusionné le 1er janvier 2013 avec les communes de Bourg-de-Thizy, Mardore, La-Chapelle-de-Mardore et Marmand pour former la commune nouvelle de Thizy-les-Bourgs |

| Blason de Thizy-les-Bourgs | Blason  | Coupé : au 1er d'or à un lion issant de sable, armé et lampassé de gueules, au lambel de cinq pendants du même brochant, au 2d d'azur à un soleil d'or accompagné de cinq besants du même, posés en orle. |
| Blason de Thizy-les-Bourgs | Détails | Le statut officiel du blason reste à déterminer. |

| Blason de Thurins | Blason  | D'or à une tour de gueules ouverte et ajourée de sable, accompagnée de trois roses du même. |
| Blason de Thurins | Détails | Basé sur d'anciens documents municipaux, l'Armorial des communes de France annonce les roses du blason ci-contre comme étant "au trait" de sable, et non de sable plain. Le statut officiel du blason reste à déterminer. |

| Blason de La Tour-de-Salvagny | Blason  | D'or à une tour d'azur issant d'une forêt de sinople sur un tertre du même, au chef de gueules chargé d'un griffon passant du champ et d'un lion léopardé d'argent couronné du champ affrontés. |
| Blason de La Tour-de-Salvagny | Détails | Armes parlantes. (tour) - La forêt évoque le nom de la commune, Salvagny, qui provient du mot latin Silvaniacus désignant un lieu défriché sur une forêt. - La tour fait référence à celle construite au XIe siècle au centre de la commune et qui lui donna en partie son nom. - Le chef évoque le blason des Chanoines-comtes de Lyon, seigneurs de la Tour-de-Salvagny. Armoiries homologuées par le conseil départemental d'héraldique du Rhône le 26 juin 1989. |

| Blason de Toussieu | Blason  | De gueules à la fasce d’argent chargée d'une épée du champ posée en fasce. |
| Blason de Toussieu | Détails | - Le blason fait référence à celui de la famille de la Poype, propriétaire de la maison forte de Toussieu de 1180 jusqu'au XVIIe siècle, et qui portait « de gueules à la fasce d'argent ». - Ces armes furent brisées par une épée de gueules, rappelant la participation de Girardet de la Poype à la troisième croisade. Le statut officiel du blason reste à déterminer. |

| Blason de Trèves | Blason  | De sinople au pairle d'or.                       |
| Blason de Trèves | Détails | Le statut officiel du blason reste à déterminer. |

| Pas d'information connue pour les communes de: Taponas, Trades et Tupin-et-Semons. |

## V
| Blason de Vaugneray | Blason  | D'azur au chevron d'or, accompagné en chef d'une tête de griffon contournée d'or et d'une tête de lion d'argent, et en pointe de la lettre V capitale aussi d'or, au chef aussi d'azur soutenu d'or chargé de trois étoiles du même,. |
| Blason de Vaugneray | Détails | Le griffon contournée d'or et le lion d'argent, dont il ne reste plus que les têtes, rappellent le blason des Chanoines-comtes de Lyon. Le statut officiel du blason reste à déterminer.                                              |

| Blason de Vaulx-en-Velin | Blason  | Parti : au premier d'or à la pince multiprises de gueules, son bec à senestre, remplie de sable entre ses branches, dans sa coulisse et entre ses mâchoires, à la tige d'argent brochant sur la branche senestre de la pince supportant deux feuilles du même, l'une sur l'autre, à dextre, au second d'or à six burelles de sable ; au lion de gueules armé, lampassé et couronné d'argent, brochant sur le quart senestre du premier et sur le tout du second,.                                |
| Blason de Vaulx-en-Velin | Détails | - La pince symbolise l'importance de l'industrie pour Vaulx-en-Velin. - Les feuilles font référence à l'agriculture de la commune. - La partie senestre du blason évoque celui de la famille de Montluel, seigneurs de la commune jusqu'en 1326, qui portait « d'or à six burelles de sable, au lion de gueules armé, lampassé et couronné d'argent brochant ». - L'Armorial des communes de France considère ce blason comme un pseudo-blason. Le statut officiel du blason reste à déterminer. |

| Blason de Vénissieux | Blason  | De gueules à la clef posée en pal, accostée à dextre d'une enclume et à senestre d'une roue d'engrenage, le tout d'argent, au chef d'or chargé d'un dauphin d'azur, allumé, oreillé, barbé, loré et peautré de gueules. |
| Blason de Vénissieux | Détails | - La clef d'argent sur champ de gueules évoque les Dames de Saint-Pierre de Lyon, seigneurs de Vénissieux jusqu'en 1789. - L'enclume et la roue d'engrenage font référence à l'industrie métallurgique de la commune. - Le dauphin rappelle l'attachement de la commune au Dauphiné. Le blason a été adopté par le Conseil municipal le 18 mai 1951. |

| Blason de Vernaison | Blason  | D’azur à deux rames passées en sautoir d’or, accompagnées en chef d’une mitre d’argent et en pointe d’un pont métallique alésé du même. |
| Blason de Vernaison | Détails | - Les rames font référence à la fois aux bateliers du Rhône, qui s'arrêtaient fréquemment dans la commune se trouvant à une journée de Lyon, et aux passeurs, qui assuraient la liaison entre les deux rives du fleuve avant la construction du pont. - La position « en sautoir » des rames évoque l'abbaye d'Ainay, qui portait « de gueules à une clef d'or et une clef d'argent passées en sautoir » et qui fonda en 1213 un prieuré dans la commune. - La mitre symbolise simultanément Saint-Nicolas, patron des bateliers du Rhône, et les archevêques de Lyon, qui disposaient d'une villa - la « maison du Cardinal » - sur la commune. - Le pont représente celui qui se trouve actuellement sur la commune. Le blason a été homologué par le conseil départemental d'héraldique du Rhône le 12 février 1988. |

| Blason de Vernay | Blason  | De pourpre au chevron renversé d'argent accompagné en chef d'une rose d'or ; au chef de même chargé de trois aulnes de sinople. |
| Blason de Vernay | Détails | Le statut officiel du blason reste à déterminer.                                                                                |

| Blason de Ville-sur-Jarnioux | Blason  | D'azur aux trois têtes de licorne d'or, à la filière du même. |
| Blason de Ville-sur-Jarnioux | Détails | Le statut officiel du blason reste à déterminer.              |

| Blason de Villechenève | Blason  | De sinople à la montagne au trait d’argent sommée de deux arbres de sable et accompagnée en pointe dextre d’une église du même. |
| Blason de Villechenève | Détails | * Il y a là non-respect de la règle de contrariété des couleurs : ces armes sont fautives (sable sur sinople).                  |

| Blason de Villefranche-sur-Saône | Blason  | De gueules à une porte de ville d’argent flanquée à dextre d’une tour du même, au chef cousu d'azur chargé de trois fleurs de lys d'or, chacune brisée d'un bâton de gueules péri en bande. |
| Blason de Villefranche-sur-Saône | Détails | * Il y a là non-respect de la règle de contrariété des couleurs : ces armes sont fautives (azur sur gueules). Le statut officiel du blason reste à déterminer.                              |

| Blason de Villeurbanne | Blason  | De gueules à la maison forte de deux tours couvertes d'argent posée sur des ondes d'azur mouvant de la pointe, surmontée à dextre d'un dauphin contourné et à senestre d'un lion, tous deux d'or.                           |
| Blason de Villeurbanne | Détails | * Il y a là non-respect de la règle de contrariété des couleurs : ces armes sont fautives (azur sur gueules). Le dauphin rappelle l'attachement de la commune au Dauphiné. Le statut officiel du blason reste à déterminer. |

| Blason de Vourles | Blason  | De gueules à une tête de bouc arrachée d'argent accompagnée d'une rose d'or en chef à dextre. |
| Blason de Vourles | Détails | - Le champ de gueules fait référence au lion du même émail qui se trouvait dans les blasons de la famille de Parent, premiers seigneurs de Vourles, qui portait « d’argent à la fasce de sable, au lion issant de gueules », et du Chapitre de Saint-Just, seigneur de Vourles pendant près de cinq siècles, qui portait « d’argent au lion de gueules, à la bordure d’azur semée de besants d’or ». - La tête de bouc évoque le surnom de « bouquin » autrefois donné aux habitants de la commune. - La rose d'or symbolise la donation des terres de la commune au Chapitre de Saint-Just par le pape Innocent IV en 1251. Cette donation aurait en effet été accompagné d'une rose d'or. Le statut officiel du blason reste à déterminer. |

| Pas d'information connue pour les communes suivantes : Valsonne, Vaux-en-Beaujolais, Vauxrenard et Villié-Morgon. |

## Y
| Blason de Yzeron | Blason  | Parti : au premier d'azur à la divise en fasce accompagnée, en chef, de deux étoiles rangées en bande et, en pointe, d'un senestrochère paré mouvant du flanc dextre, empoignant trois épis de blé, le tout d'or, au second d'azur à la rose tigée et feuillée de deux pièces, posée en bande, côtoyée de deux cotices, accompagnées de deux étoiles rangées en bande en chef et d'une étoile en pointe, le tout aussi d'or ; au filet en pal du même brochant sur la partition,. |
| Blason de Yzeron | Détails | Le statut officiel du blason reste à déterminer. |